# محطة مترو تافورة - البريد المركزي
تفورة - البريد المركزي هي محطة نقل تخدم الخط 1 من مترو الجزائر.

## الموقع
تقع محطة تفورة - البريد المركزي في شارع الخطابي.
تتيح المخارج الشمالية للمحطة الوصول إلى مكتب البريد الرئيسي في شارع خميستي وشارع العربي بن مهيدي. الجنوب يخرج من الوصول إلى السلطة المركزية لجامعة الجزائر.

## روابط خارجية
- موقع مترو الجزائر
- الخط 1 مترو الجزائر على ستركتر